# Dom Towarowy Dukat
Dom Towarowy Dukat – pierwszy nowoczesny dom towarowy w powojennym Olszynie.

## Historia
Zaprojektowany w latach 1959–1962 w konwencji modernizmu Le Corbusiera przez znanych polskich architektów Jerzego Sołtana i Zbigniewa Ihnatowicza, autorów między innymi warszawskiego Centralnego Domu Towarowego CEDET. Dom Towarowy Dukat, oddany do użytku w 1965 roku, wybudowany został jako konstrukcja szkieletowo-żelbetowa. Twórcy projektu otrzymali za jego realizację nagrodę II stopnia Ministra Budownictwa i Przemysłu Materiałów Budowlanych. Charakterystyczna przeszklona bryła Domu Towarowego Dukat przez wiele lat była ozdobą ścisłego centrum miasta. Wnętrza zaprojektowane zostały m.in. przez Wojciecha Fangora, znanego polskiego plastyka. Detale wystroju, które dziś można oglądać jedynie na zdjęciach, zadziwiają pomysłowym zastosowaniem skromnych materiałów dostępnych w latach sześćdziesiątych.

## Obecnie
Dom Towarowy Dukat został gruntownie zmodernizowany w latach 2010-2011, zachowana została funkcja domu towarowego i przywrócona została forma jednoprzestrzennych wnętrz handlowych na każdej z kondygnacji. Zachowane zostały najważniejsze wartości projektu Jerzego Sołtana i Zbigniewa Ihnatowicza – modernistyczna bryła oraz przeszklone elewacje. W dawnej części magazynowej powstała niewielka przestrzeń o funkcji biurowej. 